# 생태관광

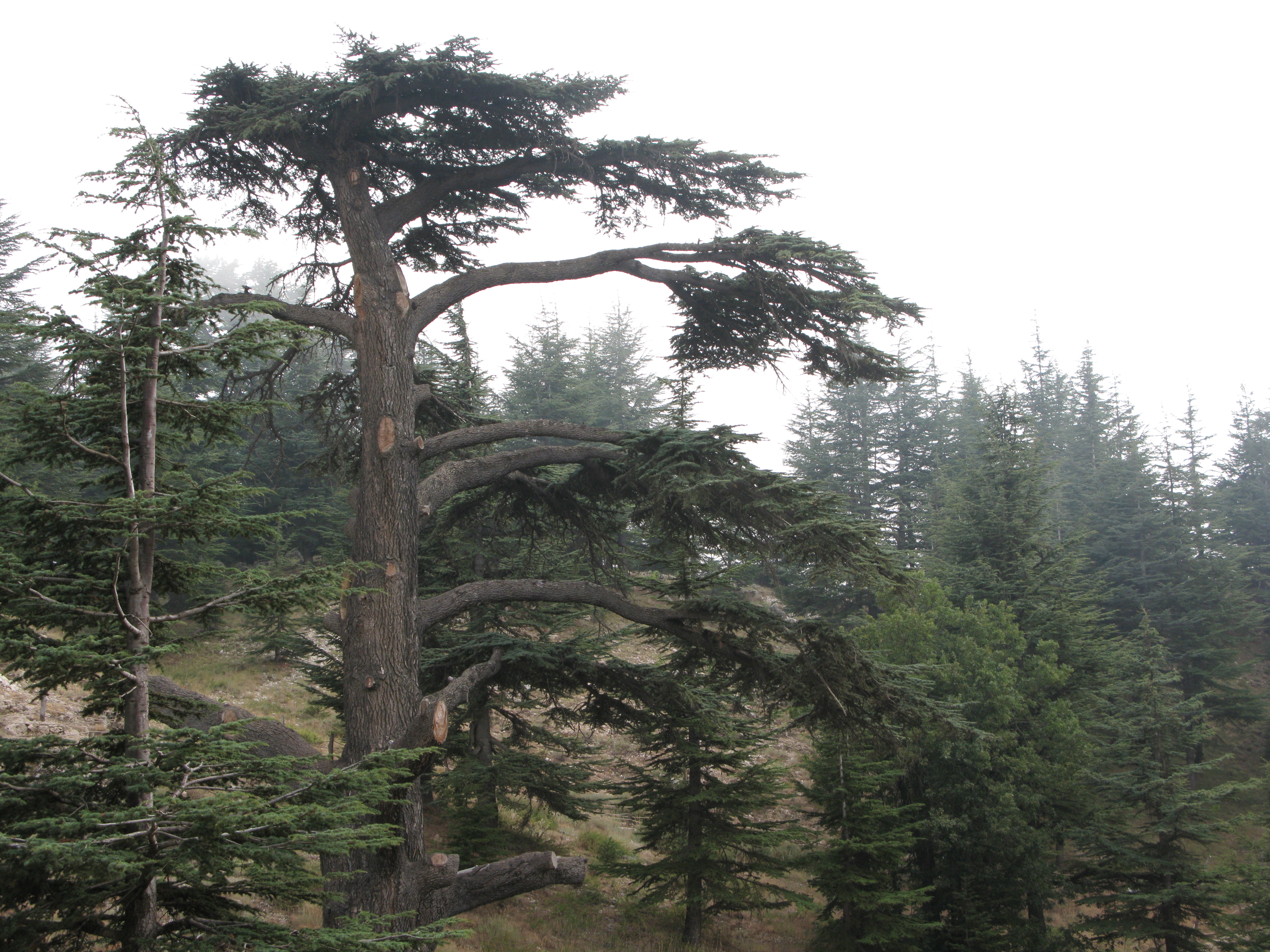
레바논의 삼나무

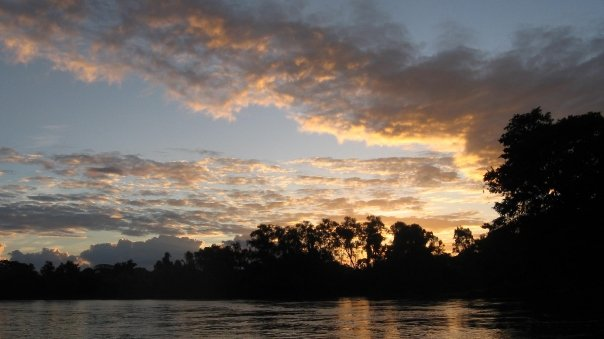
멕시코의 라칸돈 정글

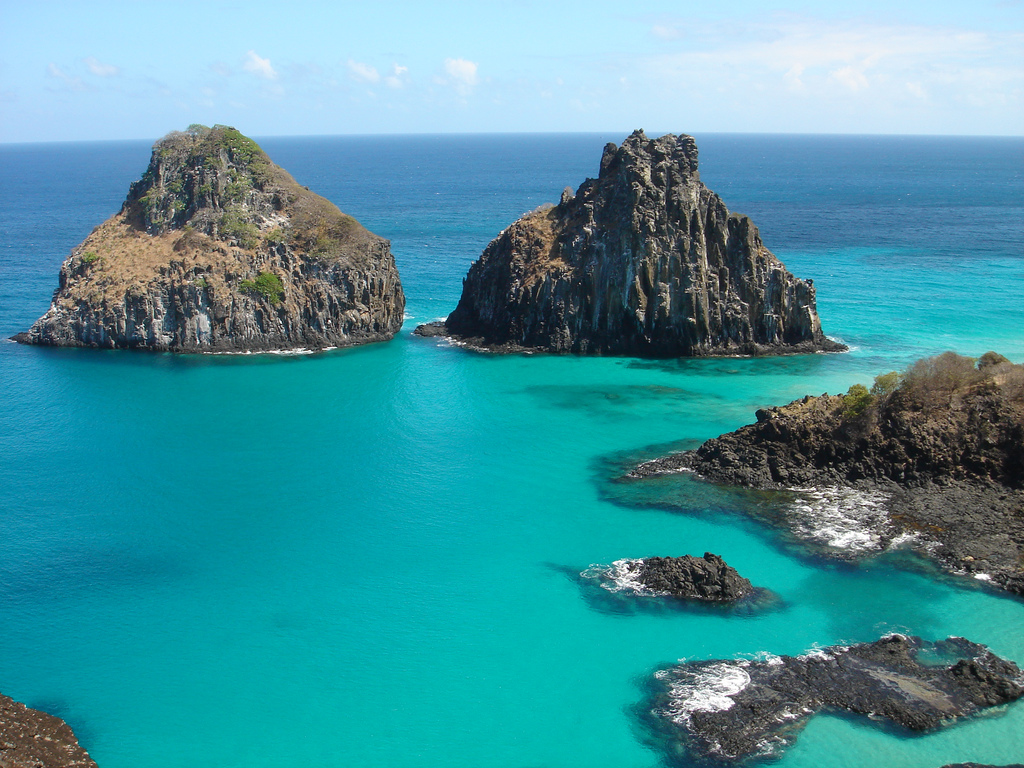
브라질의 페르난도 데 노론하

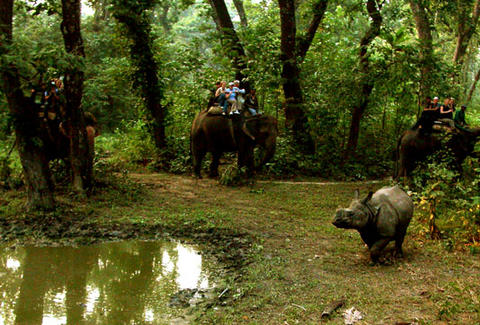
네팔 치트완 국립공원의 사파리 관광

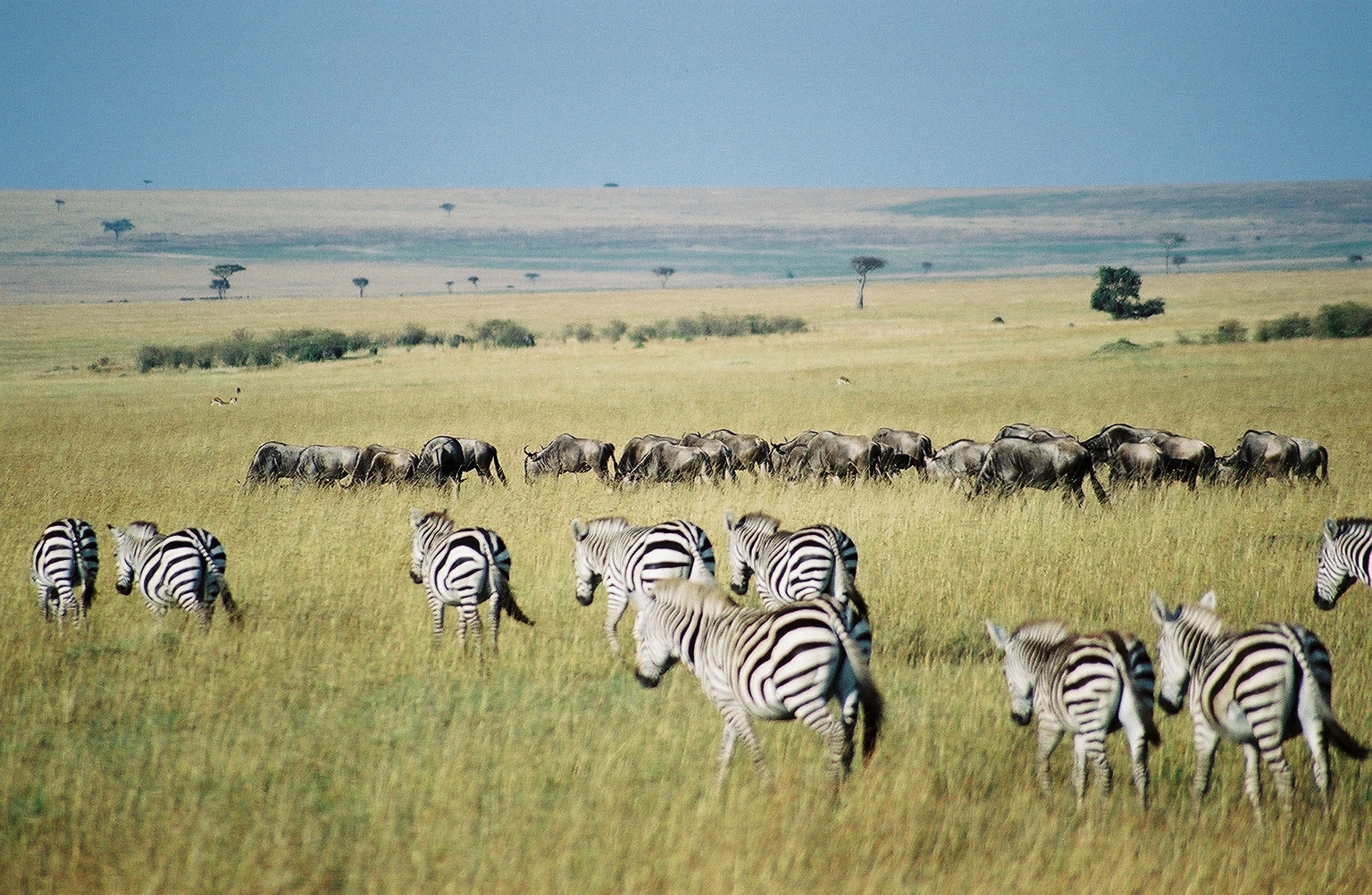
누와 얼룩말 마사이 마라 공원, 케냐.

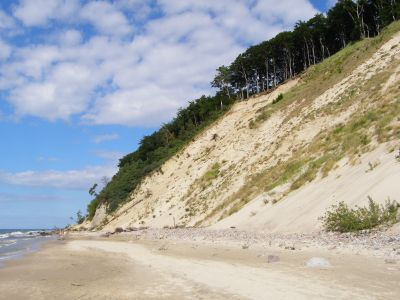
울린 국립공원, 폴란드

생태 관광(ecotourism)은 파괴되기 쉽고, 원시 그대로이며, 보통 외부의 영향을 거의 받지 않은 보호지역 또는 소규모 지역(대중 관광의 대체물로서)을 책임있게 여행하는 것을 말한다. 생태관광은 여행자에게 교육적 목적과 생태보전에 대한 기금을 제공하여 경제발전에 직접적인 이바지를 하거나 지방 사회에 정치적인 권력을 부여하거나, 다른 문화와 인권 존중을 배양하기 위해 이루어진다. 1980년대 이후로 생태관광은 미래 세대가 인간의 개입으로 비교적 손상되지 않은 곳을 경험할 수 있기 때문에 환경론자들에 열렬한 지지를 받아왔다. 여러 대학 프로그램에서 생태관광의 정의로 이것을 이용한다.
생태관광의 정의는 국가마다 다르며, 일본에서는 《생태관광 추진법》이 마련되어 2008년 시행되었다. 일본에서는 "자연 환경과 역사 문화를 대상으로, 그들을 체험하고 함께 배울 수 있는 대상 지역으로 자연 환경과 역사 문화 보전에 책임이 있는 관광의 방식"이라고 정의하고 있다. 그러나 대한민국에서는 단지 “우포 늪, 순천만 갯벌 등 우수한 자연자원과 주변의 역사, 문화자원을 체험을 통해 느끼고, 관찰하는 관광”이라고 정의를 하며, 별다른 법률은 지정되어 있지 않다.

## 같이 보기
- 생태학
- 생물다양성
- 환경